# Guillem-Manuel de Rocafull
Guillem de Rocafull, de son nom complet Guillem Manuel de Rocafull-Puixmarín et de Rocabertí, est un noble seigneur du XVIIe siècle, membre de la famille de Roquefeuil-Anduze.
Chef militaire catalan, il est élevé à la dignité de grand d'Espagne par le Roi Philippe V en 1701. Il est également commandeur de l'ordre de Calatrava, premier ordre militaire espagnol.

## Biographie

### Famille
Fils de Ramon de Rocafull et d'Elisenda de Rocaberti, il hérite des titres de comte d'Albatera et de vicomte de Rocabierti. Il se marie avec Antonia Ximénez de Urrea avec qui il n'aura pas de descendance.
Guillem est le frère ainé de :
- Gaspard, capitaine d'infanterie et de cavalerie puis pendant 12 ans capitaine des gardes du prince de Parme. Il est nommé mestre de camp d'un régiment espagnol durant la guerre de Flandres. Il est tué en défendant les fortifications de Namur[1],[3],
- Juana, mariée à Dionisio Fernández de Heredia[3].

Guillem est aussi le cousin de Raimondo Perellos y Roccafull, 64e grand maître des Hospitaliers de l'ordre de Saint-Jean de Jérusalem.

### Carrière militaire
En 1673, il fait armer 600 de ses vassaux pour défendre l'Ampurdán,. En 1674, il participe à la protection de Rosas avant de s'emparer de Saint-Laurent-de-Cerdans,.
Il aide en 1678 avec ses vassaux à la défense de Barcelone alors attaquée par l'armée française qui canonnait la ville alors privée de garnison,.
Entre 1679 et 1681, il est nommé président du Brac Militaire de Catalogne, principal officier gouvernant plus d'un tiers des territoires de la principauté.
Durant la guerre de Succession d'Espagne, il soutient les troupes françaises et le Roi Louis XIV, prétendant au trône d'Espagne pour son petit-fils. Il n'hésite pas à aliéner ses deux comtés de Rocabierti et de Peralda ainsi que sept de ses baronnies du Lampourdan ce qui lui permettra de rassembler la somme de plus de 2 millions de livres (soit près de 75 millions d'euros). En dédommagement, il est élevé à dignité de Grand d'Espagne de première classe.
En 1705, Guillem est nommé gouverneur de Xativa.
Durant le conflit, le 7 janvier 1706, l'archiduc Charles VI, empereur du Saint Empire lui confisque ses biens qu'il récupère avec l'avènement de Philippe V de Bourbon à la fin de la guerre. 
Il meurt en 1712 sans descendance.

## Titres

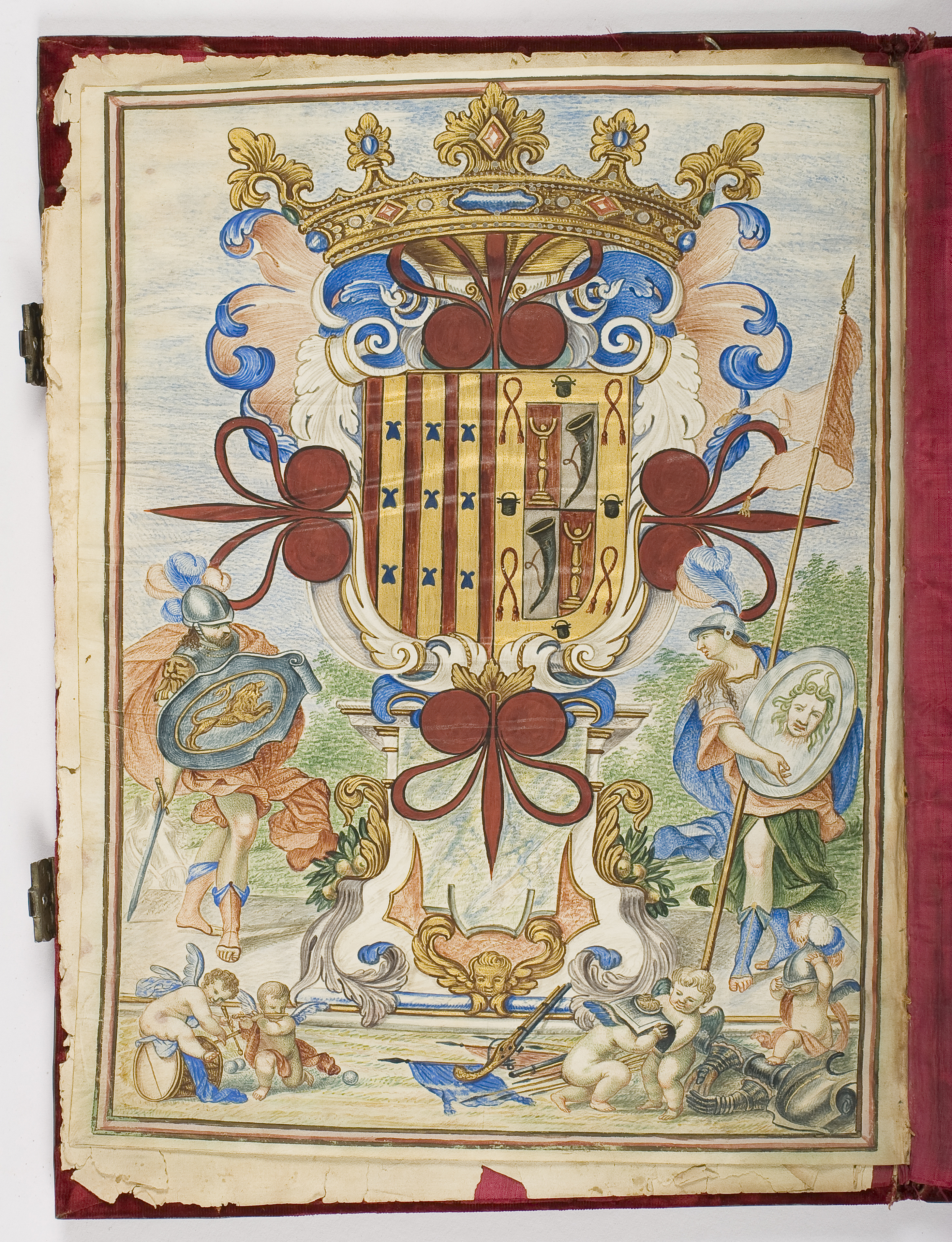
Armes de Guillem Manuel de Rocafull

En plus de ses fonctions militaires, Guillem était aussi était seigneur de soixante villes et lieux, avec dix-sept châteaux et avait plus de cinq mille vassaux. Il portait les titres de :
- IVe marquis d'Anglesola,
- VIe comte de Peralada,
- IIIe comte d'Albatera,
- XXIVe vicomte de Rocabertí,
- IIIe baron de Bétera,
- Comte de Sainte Marie de Formiguera,
- Baron de Vilademuls.

## Postérité
Il existe des preuves de sa participation aux festivités organisées dans la ville de Valence les 28 et 19 mai 1691, à l'occasion de la canonisation de saint Pascal Baylon. Les chroniqueurs de l'époque décrivent son arrivée à cheval dans l'arène taurine en tant que rejoneador. Son intervention courageuse et périlleuse donna lieu a de nombreux récits en son honneur.
Un chroniqueur raconte : « le comte de Perelada et d’Albatera entra dans l’arène qui avait été construite sur la Place de Prédicateurs pour la corrida vêtu de noir, avec ses plumes blanches, ses chaussures blanches et ses éperons dorés » Trois chevaux « qui, avec la même générosité, se préparaient à sortir sur la place, étaient couverts de nacre et de broderies aux reliefs en or. Ils portaient de nombreux glands et clochettes en or, une bride dorée très curieuse et tous les étriers et fers à cheval étaient également d'or ».